# Kotlík (jezero)
Kotlík je jezero v pohoří Vihorlatské vrchy pod vrcholem Motrogonu. Nachází se v oblasti rašelinišť s větším množstvím drobných jezírek v různém stádiu zániku. Vzniklo sesuvem sopečných hornin. Má rozlohu 1,03 ha.

## Ochrana přírody
Je součástí národní přírodní rezervace Motrogon.

## Fotogalerie

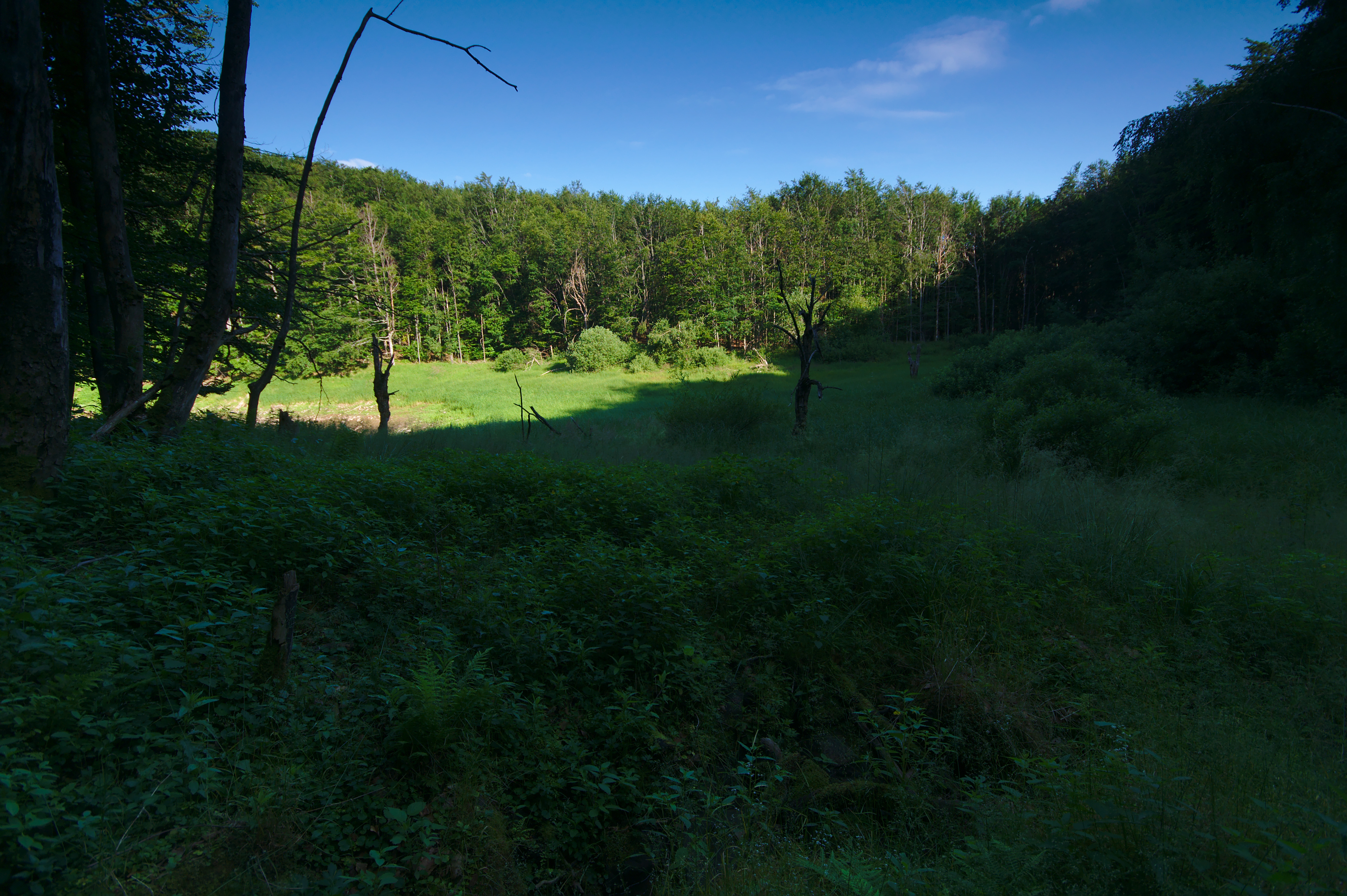
Oblast, kudy do Kotlíku přitéká voda
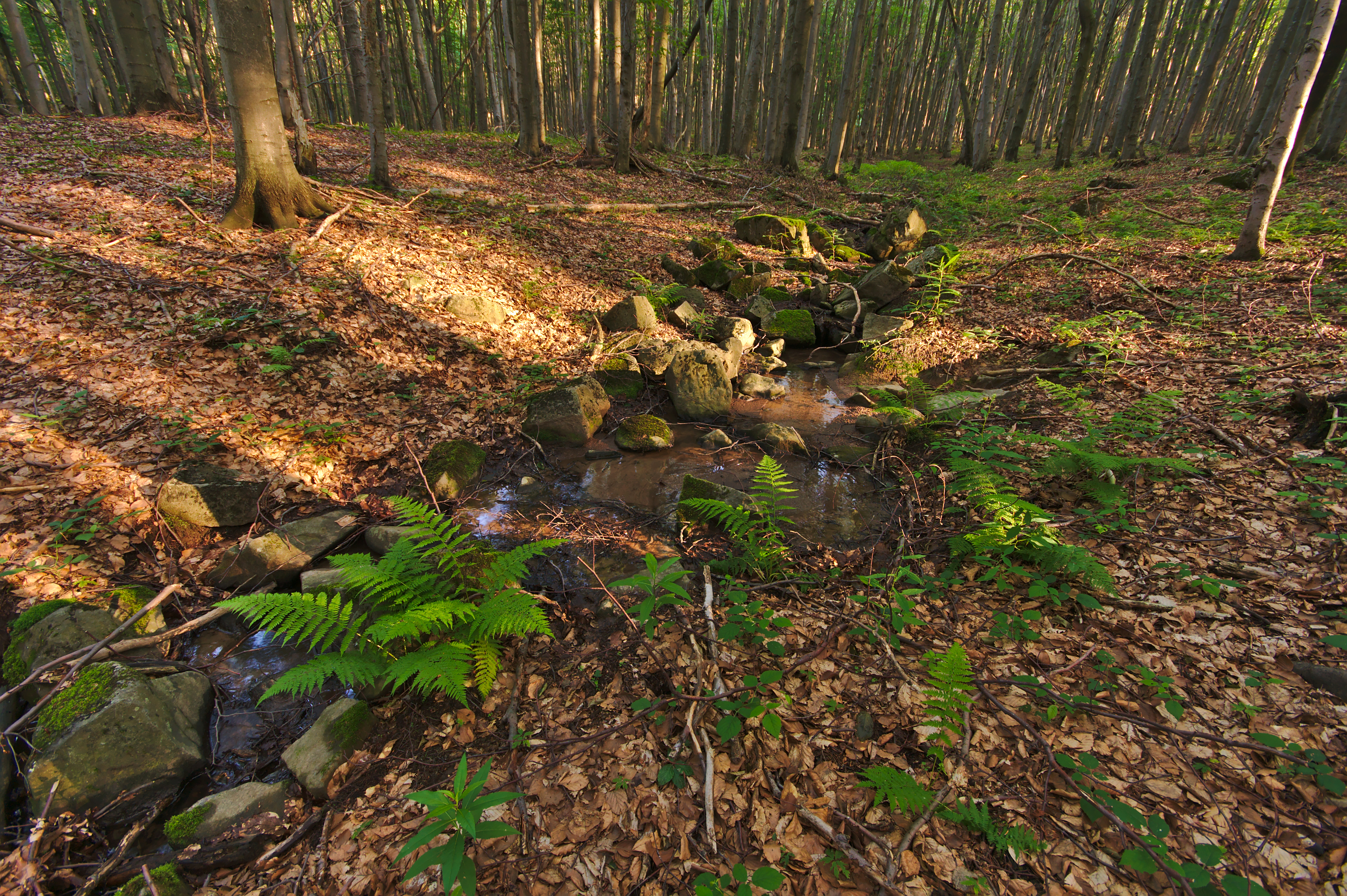
Umělý kanál z rašeliniště Hybkaňa přinášející vodu do jezera
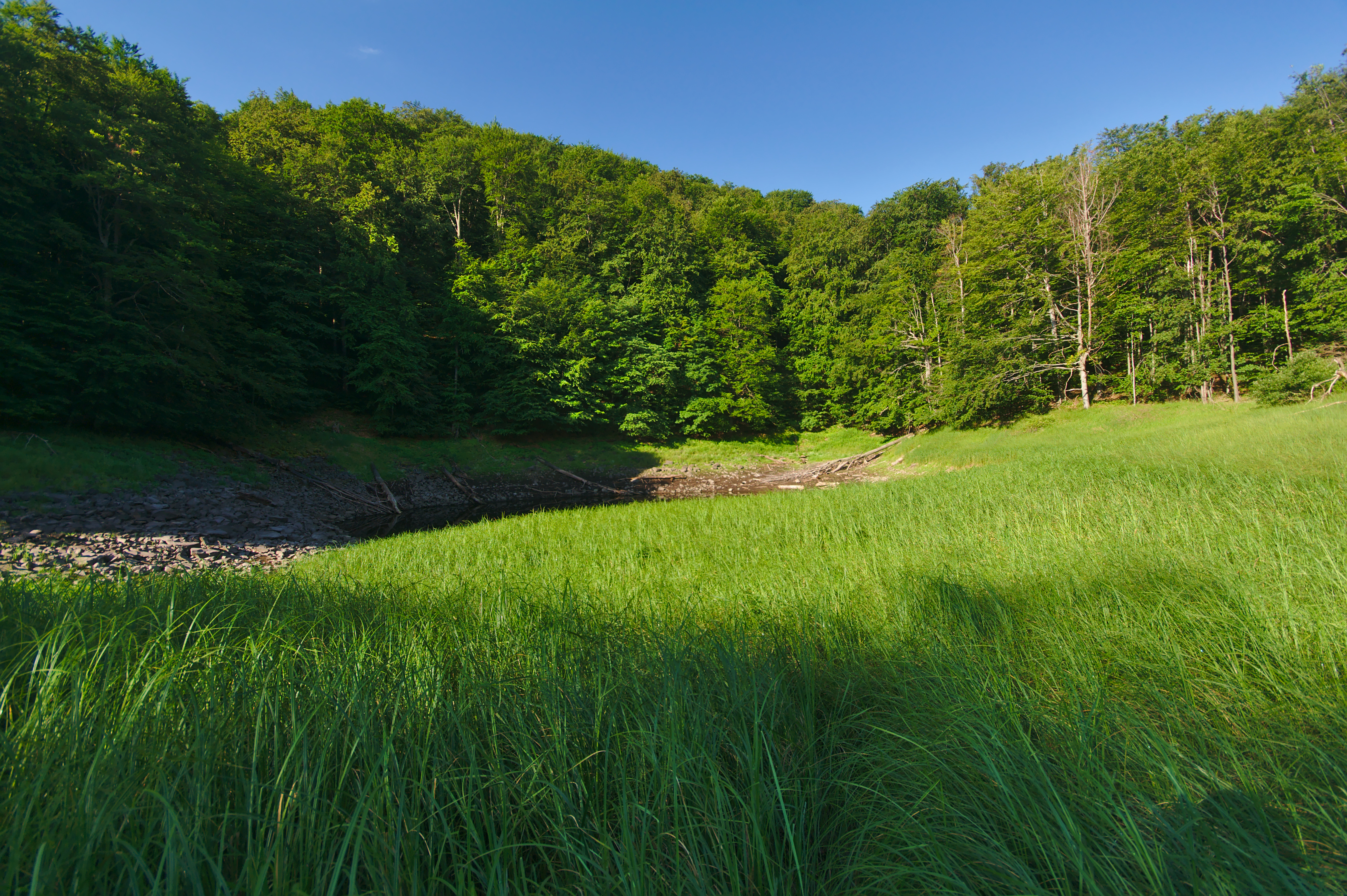
Celkový pohled
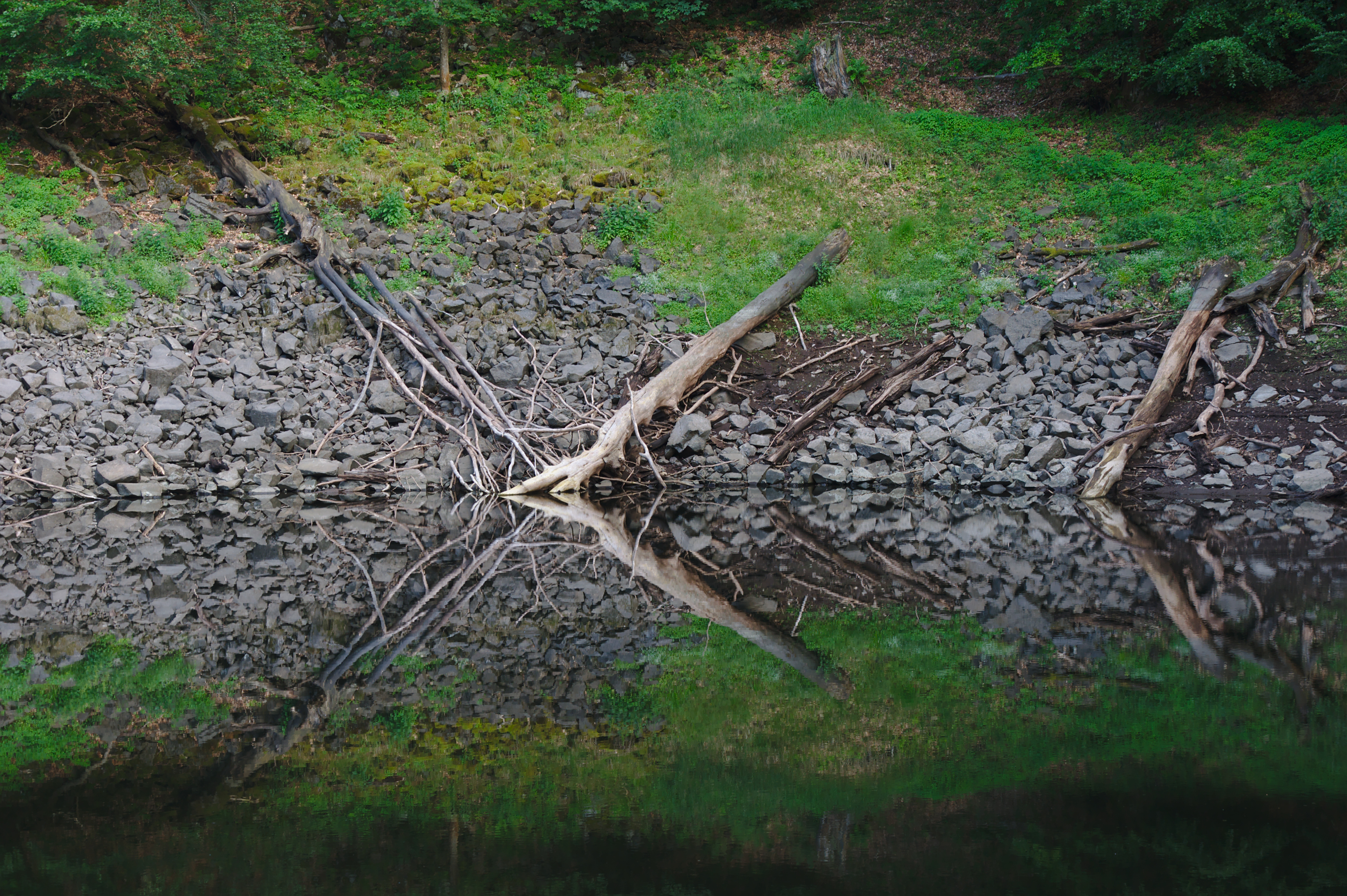
Detail s odumírajícím dřevem
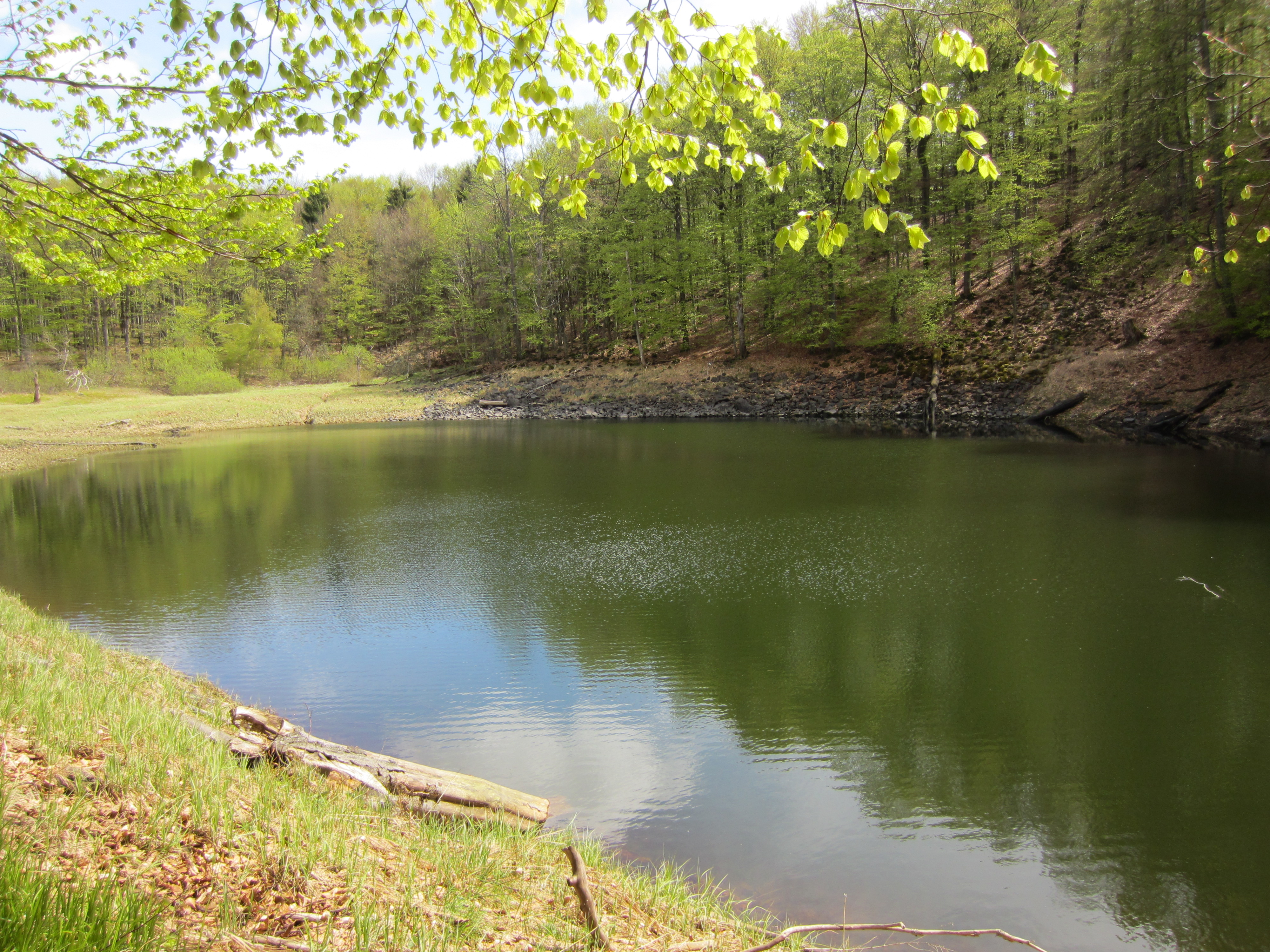
Jezero na jaře
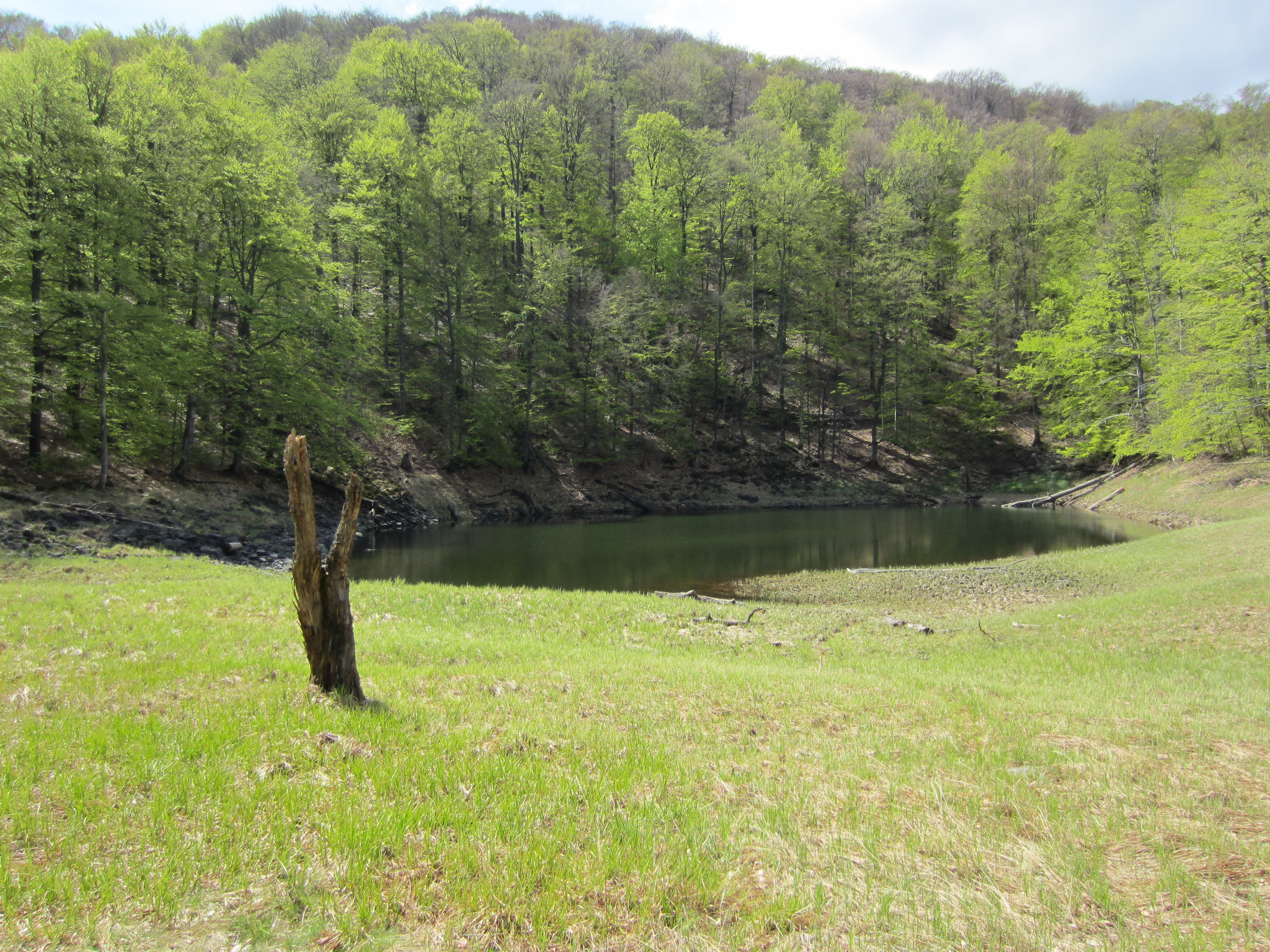
Jezero na jaře, kopec Modrogon v pozadí
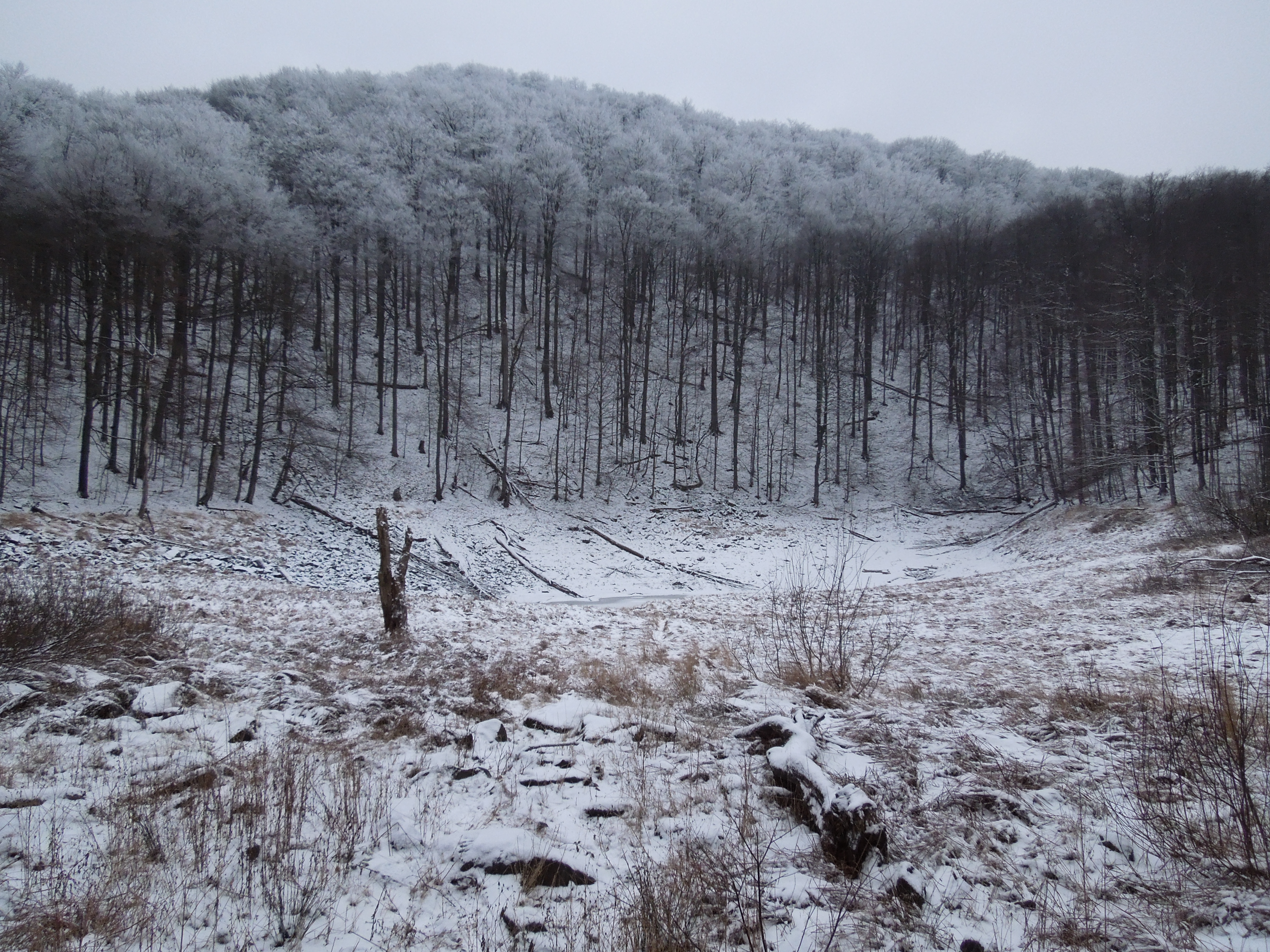
Kotlík v zimě